# Tee Franklin
Tee Franklin es una guionista estadounidense de cómics negra, lesbiana y discapacitada que ha trabajado para Image Comics. Es la primera mujer negra contratada por la compañía y espera allanar el camino para los creadores de cómics más marginados. Ella es la creadora del hashtag #BlackComicsMonth.

## Primeros años
Tee Franklin nació el 11 de febrero. Un miembro de la familia que la cuidaba habitualmente le presentó los cómics. Continuó leyéndolos hasta que se casó y tuvo hijos. Se divorció en 2011 y regresó al mundo del cómic, comenzando con reseñas de cómics y entrevistas. En 2014, se dio cuenta de lo difícil que era encontrar un cómic con alguien que se pareciera a ella en él, por lo que se encargó de comenzar a escribir esas historias. Ella habla regularmente contra la falta de representación en los cómics y se ganó el respeto de varios creadores de cómics conocidos, quienes la "presionaron" para que creara cómics. Es una superviviente de abuso doméstico y escribió su miniserie Jook Joint como liberación terapéutica. Tee Franklin tuvo un accidente automovilístico en 2014 que la dejó permanentemente discapacitada y ha estado usando una ayuda para la movilidad, por lo que habló sobre la accesibilidad para personas discapacitadas en convenciones. Actualmente reside en Nueva Jersey.

## Carrera
Su primer libro fue Bingo Love, el cual se inició en 2016, recaudó 57,000 $ y fue publicado por Image Comics, vendiéndose antes de que llegara a los estantes. Ella lo financió específicamente para ver si la gente estaba realmente interesada en este tipo de historias. Bingo Love es una historia de amor sobre el romance adolescente entre dos personas del mismo sexo, Hazel Johnson y Mari McCray, que se extiende por más de 60 años. Separadas por sus familias y la sociedad, Hazel y Mari se casaron con hombres jóvenes y tuvieron familias. Ahora, a mediados de los 60, se reencuentran en una sala de bingo y se dan cuenta de que todavía se aman. El cómic fue nominado a los premios GLAAD Media Awards por mejor cómic y también ganó la Queer Press Grant de Prism Comics en 2017.
Jook Joint fue escrito originalmente en 2016 luego de un intento de suicidio. Su terapeuta sugirió hacer algo constructivo y ella comenzó a escribir sobre su trauma. Jock Joint es una historia de época con conciencia social sobre Mahalia, quien dirige el lugar más popular de Nueva Orleans en la década de 1950. Ella pone una advertencia de gatillo de trauma al principio del libro junto con los números de la línea directa debido a los temas del libro. Quiere que sus lectores estén preparados antes de leerlo.
Sus obras también aparecen en Nailbiter #27: "The Outfit", Love is Love: "Tears" y Elements Anthology: “A Blazin'”.
En 2021 empezó a trabajar en DC Comics, guionizando la serie Harley Quinn: The Animated Series, basada en la serie de animación del personaje.